# Hippolyta Gonzaga

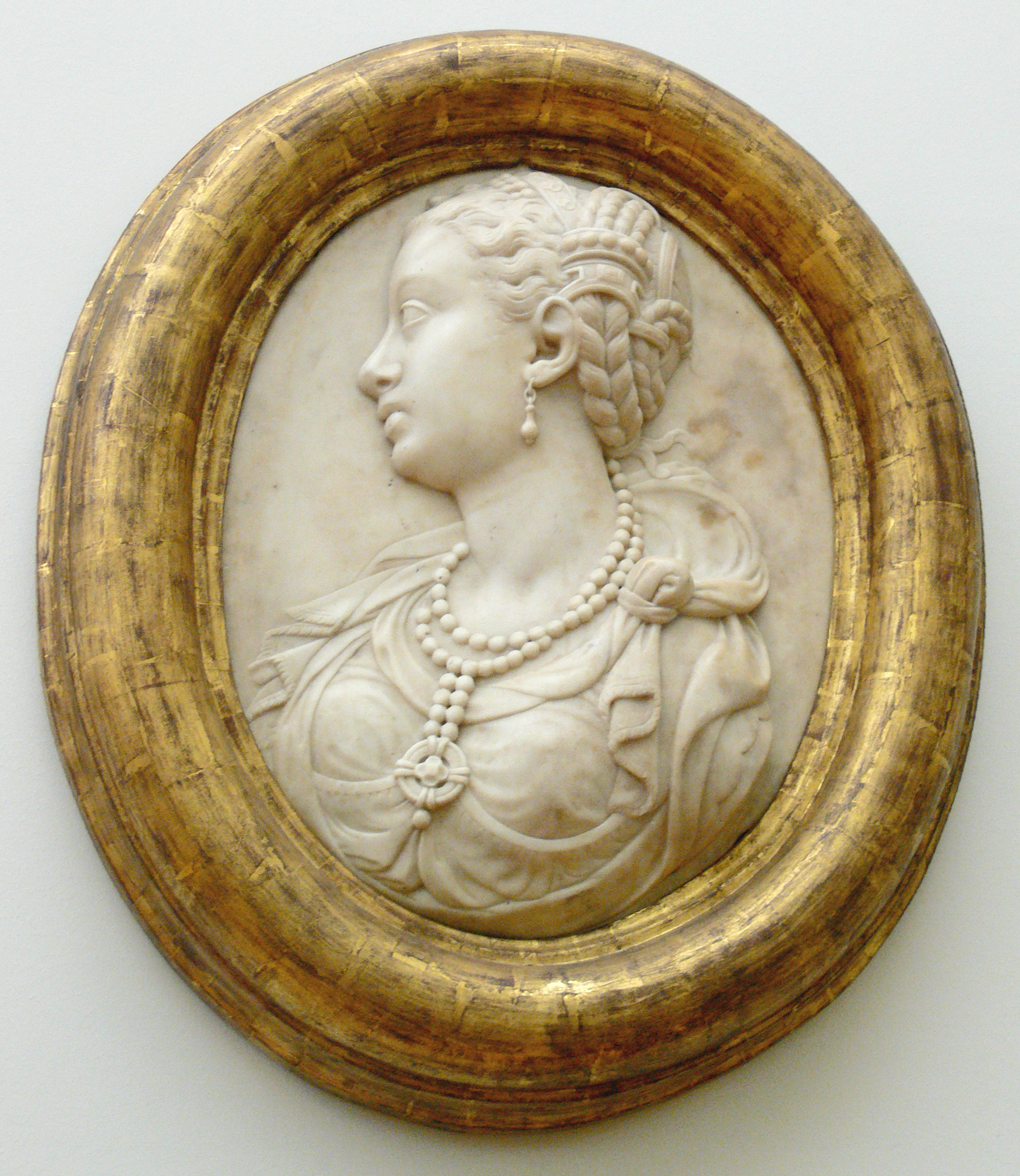
Hippolyta Gonzaga tijdens haar periode als weduwe in Milaan

Hippolyta Gonzaga (Palermo, 17 juni 1535 – Napels, 9 maart 1563) was een edeldame uit het huis Gonzaga, ten tijde van het Spaans bestuur over de onderkoninkrijken Sicilië en Napels. Ze droeg door haar tweede huwelijk de titel van hertogin-gemalin van Mondragone.

## Levensloop
Zij was een dochter van Ferrante Gonzaga uit de heersende familie in in het hertogdom Mantua en hoveling van keizer Karel V, en van Isabella di Capua. Zij werd geboren in Palermo, hoofdstad van het koninkrijk Sicilië, toen haar vader onderkoning was. In 1543 verhuisde het gezin terug naar Mantua. Kardinaal Ercole Gonzaga verzorgde de opleiding van Hippolyta door leraren aan te trekken in muziek, kosmografie, Latijn en Italiaanse literatuur. 
In 1546 verhuisde het gezin naar Milaan, waar haar vader gouverneur werd. Ze huwde in 1548 met Fabrizio Colonna uit de Pauselijke Staat. Deze overleed in 1551 ten gevolge van koortsaanvallen. Haar man was mee ten oorlog getrokken met haar vader, die ondertussen kapitein-generaal van Santa Chiesa geworden was. Ze vochten in een oorlog om Parma. Zij stond aan zijn sterfbed. Weduwe Gonzaga reisde door naar Milaan waar ze opgenomen werd in literaire kringen. In deze periode maakten kunstenaars medaillons en medailles van de jonge weduwe en stuurden haar verzen op.
Gonzaga hertrouwde in 1554. Haar tweede echtgenoot was Antonio Carafa, hertog van Mondragone. Het echtpaar installeerde zich in Napels. Gonzaga hield zich bezig met de herinrichting van de villa, gelegen dicht bij de kerk van Santa Orsola. De Napolitanen prezen de fresco's in hun villa. Ze kregen een dochter, Clarice, geboren in 1560. Gonzaga verzorgde verder een briefwisseling met vrienden en familie. Ze schreef soms in versvorm. Zij overleed in Napels en werd begraven in de kerk van San Domenico Maggiore. 
Dichters schreven rouwgedichten over haar. Pacello en Securo bundelden alle gedichten die over haar bestonden en publiceerden deze in Napels in 1564 onder de titel Rime.